# 田中全
田中 全（たなか ぜん、1953年（昭和28年）2月20日 - ）は、日本の政治家。元高知県四万十市長（1期）。

## 来歴
現在の高知県四万十市出身。一橋大学卒。卒業後は農林中央金庫に勤める。2009年30年勤めた農林中央金庫を退職。四万十市長選挙に立候補し、現職の澤田五十六を破り、当選する。2013年の市長選挙に立候補し、再選を目指したが、元副市長の中平正宏に敗れた。2021年の市長選挙に再び立候補したが、現職の中平に敗れた。このほか全国首長九条の会共同代表や幸徳秋水を顕彰する会の事務局長を務めた。